# Bateaux de croisière du lac d'Annecy
 (juin 2025).
 (juin 2025).
 (juin 2025).
 (mars 2021).
Si vous disposez d'ouvrages ou d'articles de référence ou si vous connaissez des sites web de qualité traitant du thème abordé ici, merci de compléter l'article en donnant les références utiles à sa vérifiabilité et en les liant à la section « Notes et références ».
 (mars 2023).
- Si vous ne connaissez pas le sujet, laissez ce bandeau (vous pouvez alors contacter les auteurs).
- Si vous supprimez le contenu mis en cause (vous pouvez préalablement contacter les auteurs),

argumentez précisément cette suppression dans la page de discussion
(un manque de référence n'est pas un argument ; une recherche réelle de référence doit avoir été effectuée, être formellement documentée).

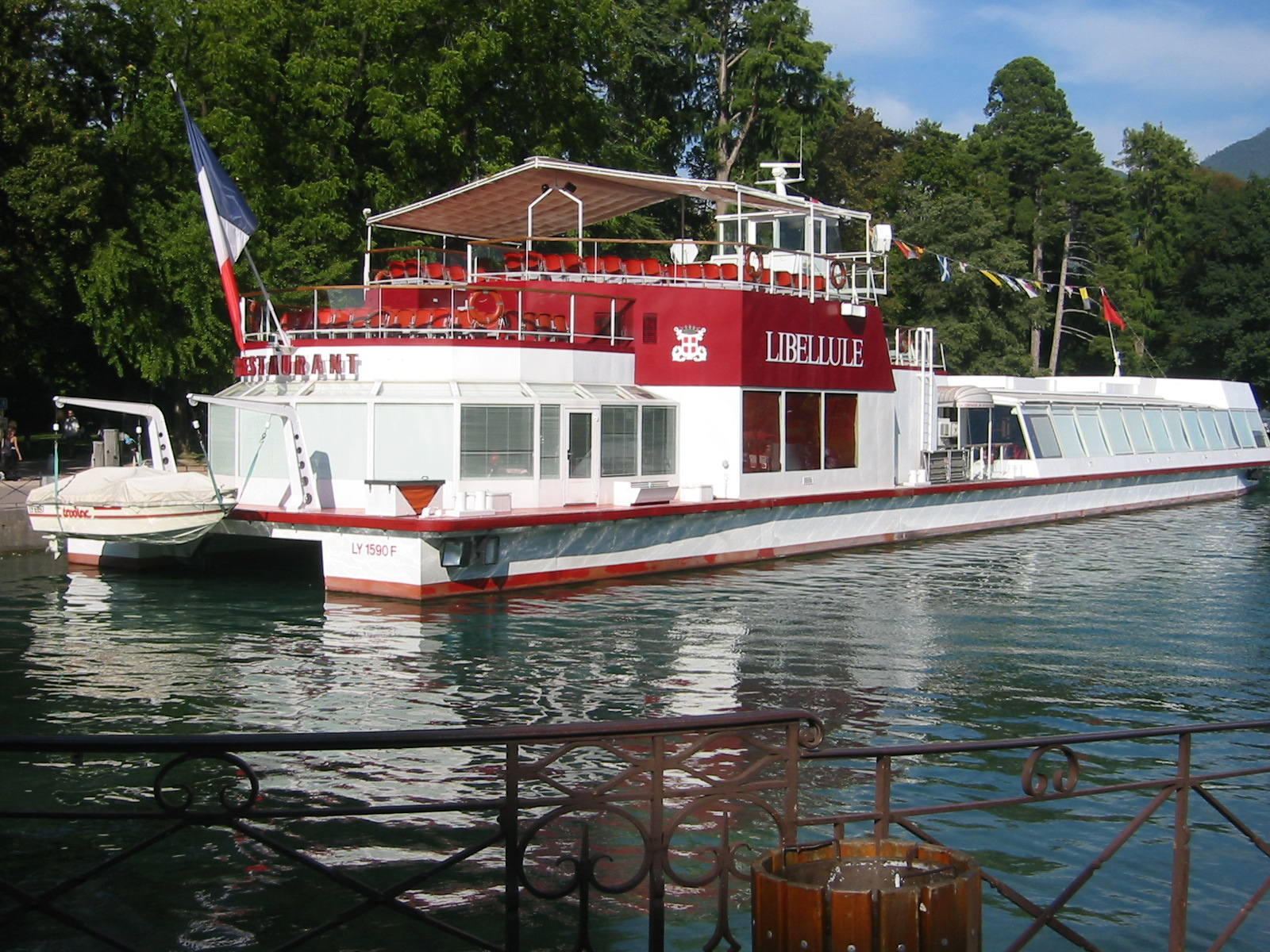
Le Libellule à Annecy, France, été 2004

Les bateaux de croisière du lac d'Annecy permettent la navigation publique et des croisières sur le lac d'Annecy, situé dans les Alpes, en Haute-Savoie et en région Auvergne-Rhône-Alpes.
Depuis l'an 1840, plus de vingt bateaux de croisière ont assuré ces services. Depuis 1886, c'est la Compagnie des Bateaux d'Annecy qui propose différents bateaux de croisières : Libellule, Cygne, Savoie, Belle Étoile, Allobroge.

## Historique

### Période 1840-1860
Acheté d'occasion à Lyon après une longue carrière sur le Rhône, tiré par attelage de 12 chevaux de ferme depuis Aix-les-Bains jusqu'au lac, le Chérubin, vieux bateau-vapeur en bois (puissance 10 ch, 100 passagers), navigua de juillet 1840 à août 1844, pour un service de voyages. Il fut le tout premier bateau à vapeur du lac d'Annecy. Il remorquait des barques à voile, embarquait une centaine de passagers et enfumait les rivages et ses passagers, pour le service de son propriétaire, le capitaine Monin de Doussard. Lors d'une très froide nuit de décembre 1840, le gel détermina une voie d'eau et le bateau coula au port, mais il fut finalement renfloué. 

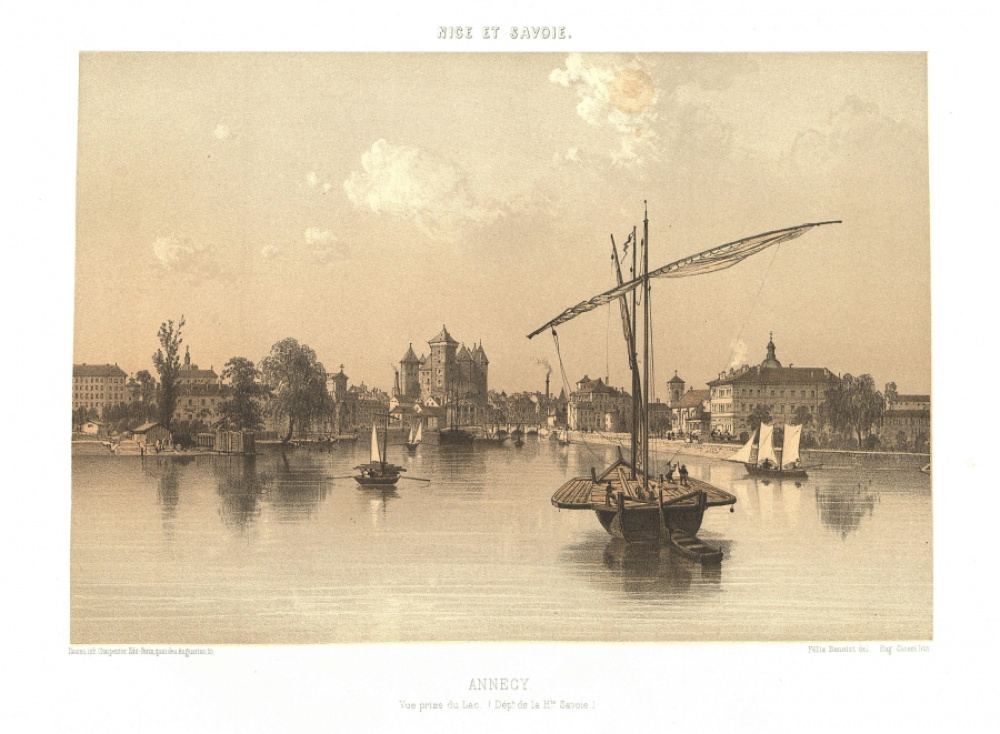
Barques de transport sur le lac d'Annecy. Joseph Dessaix, 1864

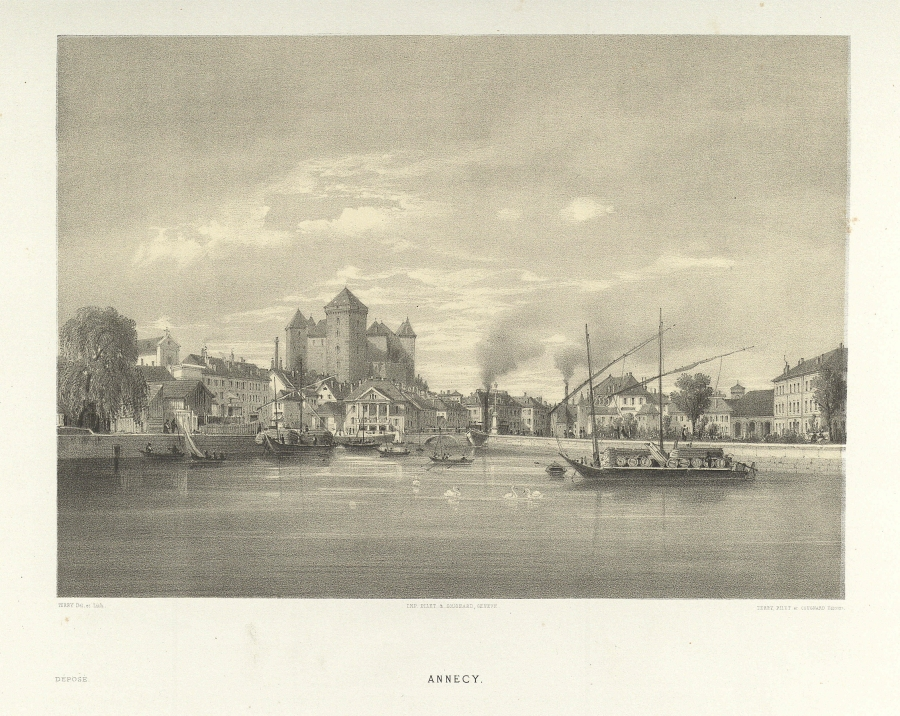
Barques de transport dans le port d'Annecy, vue 1866

En 1843, après une nouvelle importante réparation le Chérubin rebaptisé le Dauphin reprend du service jusqu'en septembre 1844. Cependant, il n'avait pas de quille, sa coque était pourrie et le bateau finit par craquer sous le poids des ans. Le capitaine Monin abandonna la navigation sur le lac d'Annecy et partit s'installer en Algérie.
Entre 1840 et 1843 est réalisé le quai des Marquisats, premier pas dans la réalisation du port d'Annecy qui sera construit ultérieurement grâce au dragage de la passe du Thiou afin de pouvoir accueillir des bateaux à vapeur.
Le Lutin, bateau de plaisance et remorqueur en bois, navigua seulement en 1849.
L'île des Cygnes est créée à partir de 1854 et définitivement agrandie en 1859 avec les matériaux issus du dragage de la passe du Thiou.
En 1856, est lancée la Dame du Lac, grosse barque à voiles romaines, pour le transport de marchandises. Les autres barques à voiles romaines, aussi surnommées "oreilles du lac", qui naviguent sur le lac se nomment l'Innocente, la Belle Étoile, la Charbonnière, la Céleste, la Grande Barque, l'Espérance et la Lombarde. Ces barques étaient souvent construites par des charpentiers du Léman, qui s’établissaient provisoirement sur les rives du lac d’Annecy, le temps du chantier. Elles étaient donc très semblables aux barques du Léman. 
Elles formaient une véritable flottille qui assurait les transports du charbon des mines d'Entrevernes, du bois (planches, poutres et billes) de Doussard, du fer de Duingt et de Saint-Jorioz, des pierres des carrières de Talloires, des pavés plats de la carrière de Menthon, de la chaux de Cons-Sainte-Colombe, vers les industries et entreprises d'Annecy pour le prix de 1,625 franc la tonne. Mais ces barques étaient très lentes, une fois chargées et attelées de deux longs radeaux de bois, il leur fallait compter selon les conditions climatiques jusqu'à 18 jours pour relier le Bout du Lac au port d'Annecy ou d'Albigny. Cette activité cessera avec la construction du chemin de fer d'Annecy à Faverges.

### Période 1860-1873
Par le traité de Turin du 24 mars 1860, la Savoie et Nice sont cédées à la France par le roi de Piémont-Sardaigne, Victor-Emmanuel II et son chef du gouvernement Camillo Cavour en échange de l'appui politique et militaire de la France pour l'unification des États italiens. Cette annexion fut ratifiée par le plébiscite des 22 et 23 avril 1860 par lequel les Savoyards furent appelés à se prononcer en faveur ou non de l'annexion.
Le 29 août 1860, une somptueuse fête vénitienne est donnée en l'honneur de la visite de Napoléon III et de son épouse qui naviguent sur le lac d'Annecy à bord d'un bateau à vapeur alors nommé Le Savoie  ainsi que sur une grande gondole vénitienne dessinée par l'architecte Monnet. Le couple impérial est acclamé par la population venue en grand nombre le long des berges et sur une foule de chaloupes garnies de lanternes vénitiennes.
À la suite de cette visite impériale lors de laquelle le couple impérial fut ébloui par la beauté du lac et impressionné par l'enthousiasme de la population, Napoléon III offrit à la ville d'Annecy, le bateau Couronne de Savoie. C'était un moyen bateau-vapeur en bois, construit par les ateliers Armand de Bordeaux (44 × 3,90 m, 30 tonnes, 24 ch, 400 passagers), qui navigua de juin 1861 jusqu'en 1913. Sa propriété et sa gestion étaient municipales et sept débarcadères furent construits au frais de l'État par les Ponts et Chaussées pour l'accueillir dignement, à Veyrier, Menthon, Talloires, Doussard, Duingt, Saint-Jorioz et Sevrier. À Annecy, le chenal du petit port est ouvert. Le nouveau bateau faisait 2 ou 3 fois par jour le tour complet du lac.
Le Roc de Chère, remorqueur de bois (20 × 3 m, 10 tonnes, 10 ch), navigua à partir de 1863 et pouvait tirer plusieurs barques de marchandises. 
En novembre 1863, le préfet Joseph Louis Ferrand publie le premier règlement de police, codifiant la navigation des bateaux de croisières et de transport de marchandises sur le lac. En 1864, une première révision du règlement de police est publiée.
En 1869, Désiré Marchard publie le "Guide du tourisme à Annecy".
En 1872,  8 529 passagers ont participé à un tour du lac.

### Période 1873-1886
La Compagnie de navigation du lac d'Annecy fut fondée au printemps 1873 par une poignée d'entrepreneurs locaux.
L’Allobroge, moyen bateau à hélices, premier à coque en fer (26 × 4 m, 15 tonnes, 24 ch, 150 passagers), il navigua pour la CNLA depuis mai 1874 jusqu'en juillet 1900, et livra une farouche concurrence au Couronne de Savoie municipal : guerre de prix et des horaires et même bagarres entre équipages. En juillet 1900, il fut coulé à quai par des gamins qui avaient ouvert un robinet de vidange. En 1907 il fut vendu pour la ferraille.
En 1876 est organisée la première croisière nocturne lors du congrès des Clubs alpins. Ce fut un tel succès qu'elle servit désormais de modèle pour en proposer d'autres.
En 1878 est publié le Guide Joanne "Annecy-Diamant ou guide pratique du voyageur et du pèlerin dans la ville et aux environs".
En 1883 un enrochement de l'île des Cygnes est réalisé pour la protéger des vagues créées par les entrées et sorties des bateaux du port d'Annecy.

### Période 1886-1907

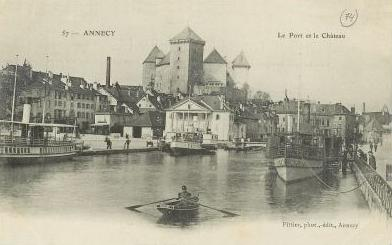
Petit port, la vieille ville et le château vers 1905

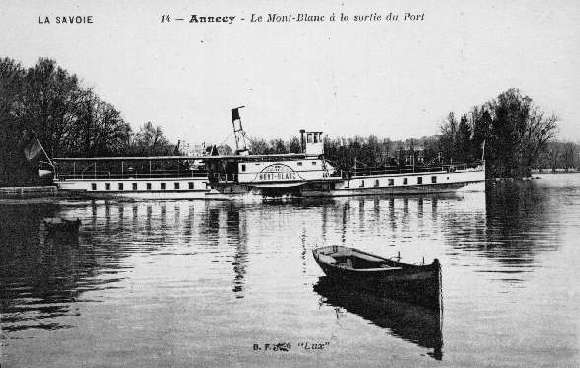
Le Mont-Blanc vers 1910

La Compagnie des bateaux à vapeur sur le lac d'Annecy est fondée en mai 1886 avec un capital de 120 000 francs (soit 500 000 euros) et remplace la CNLA dissoute. La nouvelle compagnie récupère l’Allobroge, rachète le Couronne de Savoie pour 65 000 francs et lance en 1887 le Mont-Blanc.
Le Mont-Blanc, grand bateau à aubes (40,2 × 9,20 m, 32 tonnes, 120 ch, 350 passagers) fabriqué par le chantier Escher Wyss de Zurich, navigua à partir de juillet 1887 pour la CBVA. Il a été construit dans un hangar au lieu-dit La Puya. En décembre 1898, à cause du brouillard, il s'ensabla près du port de Sevrier.

C'est peut-être à lui qu'André Theuriet (1833-1907) fait référence dans son roman Deux sœurs (1889) : « Un brouillard montait des berges du lac et s'étendait comme une gaze légère sur les montagnes du fond. La paix du jour tombant n'était troublée que par le halètement du bateau à vapeur qui se rapprochait d'Annecy et dont on distinguait les feux rouges dans la brume ».
La CBVA se développe bien, et les touristes affluent grâce au chemin de fer du P.L.M. avec qui elle met en place des croisières à prix réduits et leur proposant des séjours dans les plus beaux hôtels des rives du lac. Elle attire aussi les touristes d'Aix-les-Bains pour des excursions à la journée. Par exemple, lors de la Belle Époque et surtout après la construction du téléphérique, jusqu'à 15 bateaux par jour pouvaient desservir le débarcadère de Veyrier-du-Lac.
En 1896, la navigation sur le lac est considérée comme le moyen le plus sûr de déplacement. Cette année-là, le peintre Cézanne emprunte le Couronne de Savoie pour rejoindre Talloires son lieu de villégiature.
Lors de la saison d'été 1898, la CBVA transporte près de 7 500 voyageurs.
Lors de l'été 1899, le Roselet, petit bateau de croisière de 70 places, navigua pour une petite desserte, organisée par Léon Laydernier, entre la place aux bois à Annecy, le Grenier et l’hôtel Beau Rivage. Le coût du billet est de 20 centimes.

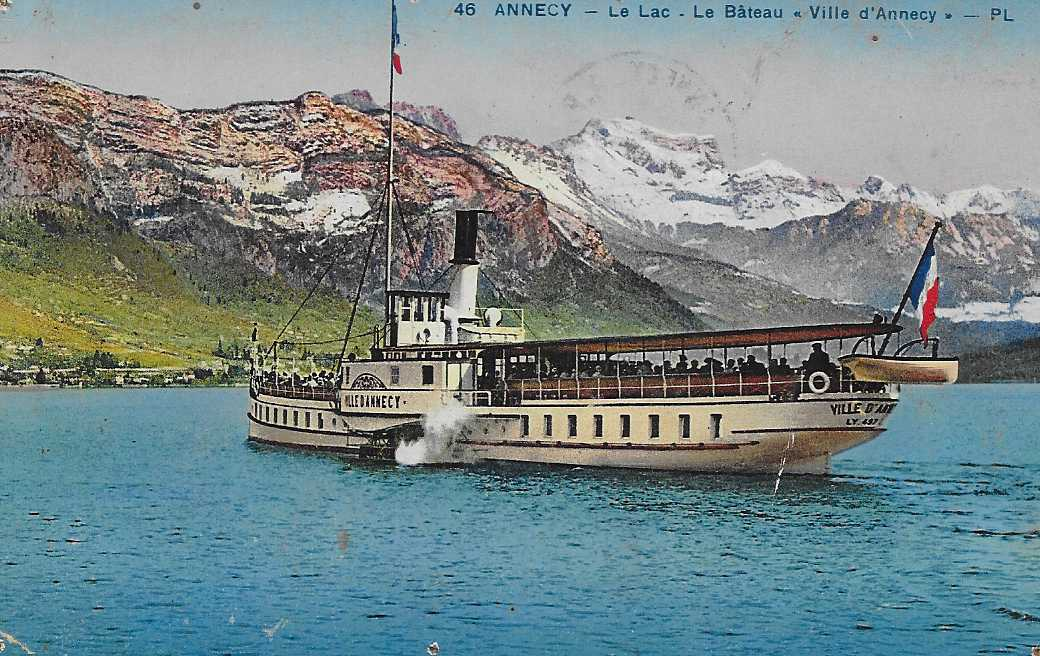
Le Ville d'Annecy (avant 1940)

La CBVA lance le Ville d'Annecy, grand bateau à aubes (47 × 10 m, 32 tonnes, 200 ch, 450 passagers, coût 165 000 francs) aussi fabriqué par le chantier Escher Wyss de Zurich, qui navigua de juin 1900 à 1960. Ce fut le premier bateau à être éclairé à la lumière électrique. Il a été construit au lieu-dit Le Grenier et baptisé par Philippe, évêque de Lari. 
En juillet 1900, l’Allobroge est coulé à quai par des gamins qui ont ouvert un robinet de vidange. Il est renfloué après beaucoup d'efforts.
Le Paris Lyon Méditerranée, petit canot de croisières (9 × 2,10 m, 5 ch), navigua seulement 20 jours en été 1901, entre Duingt et Talloires. Cette opération organisée par Saturnin Favre à la demande de la compagnie P.L.M. « tomba à l'eau ».
À partir de 1904, la CBVA organise pour les touristes des croisières au clair de lune avec repas gastronomiques et danses. Ces croisières avec repas auront un grand succès mais la CBVA ne propose plus à partir de 1920, après la guerre, que des boissons et une restauration légère.

### Période 1907-1950

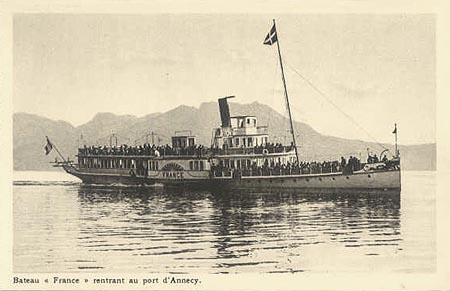
Le France à Annecy.

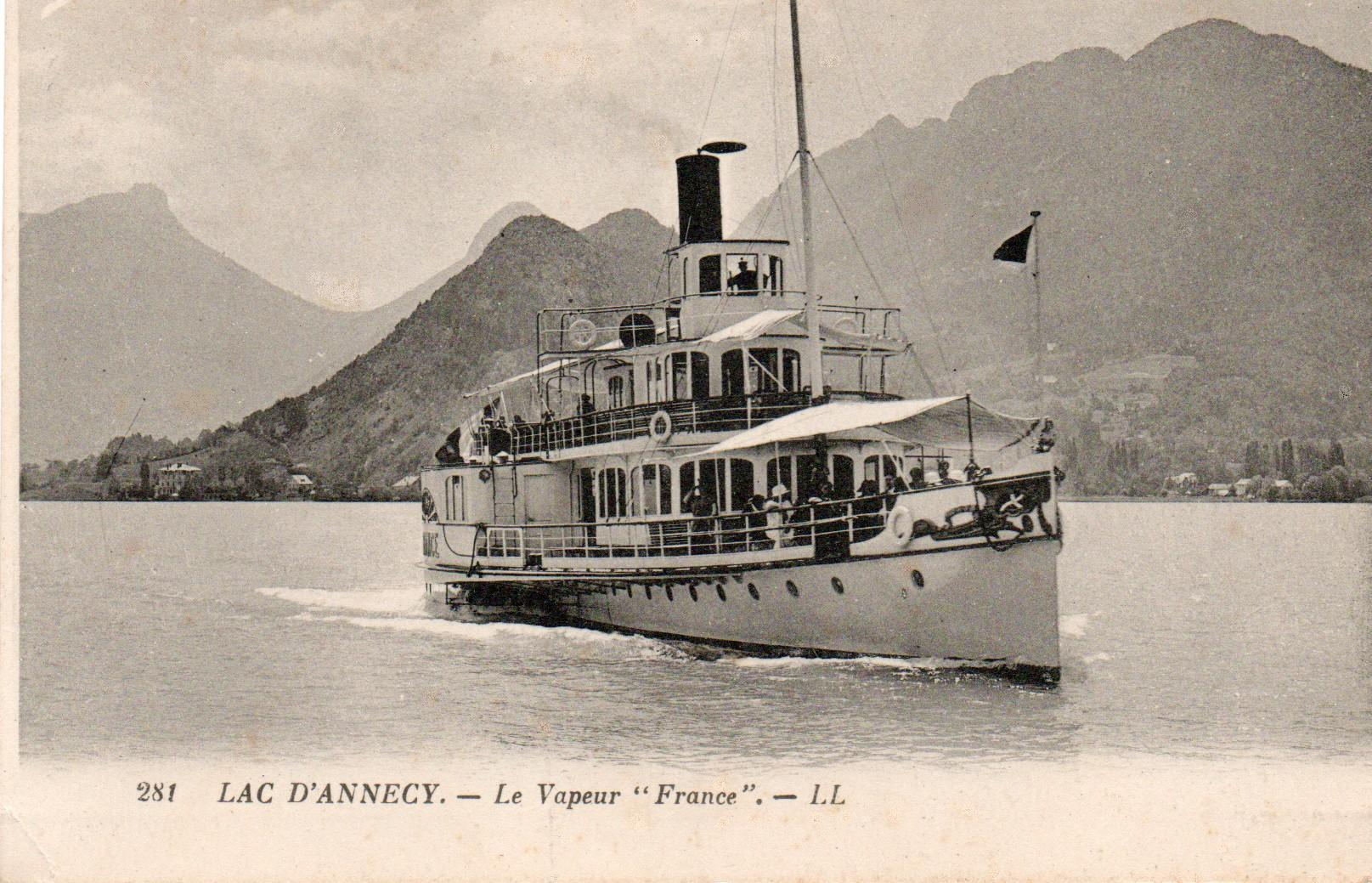
Le vapeur France sur le lac vers 1910

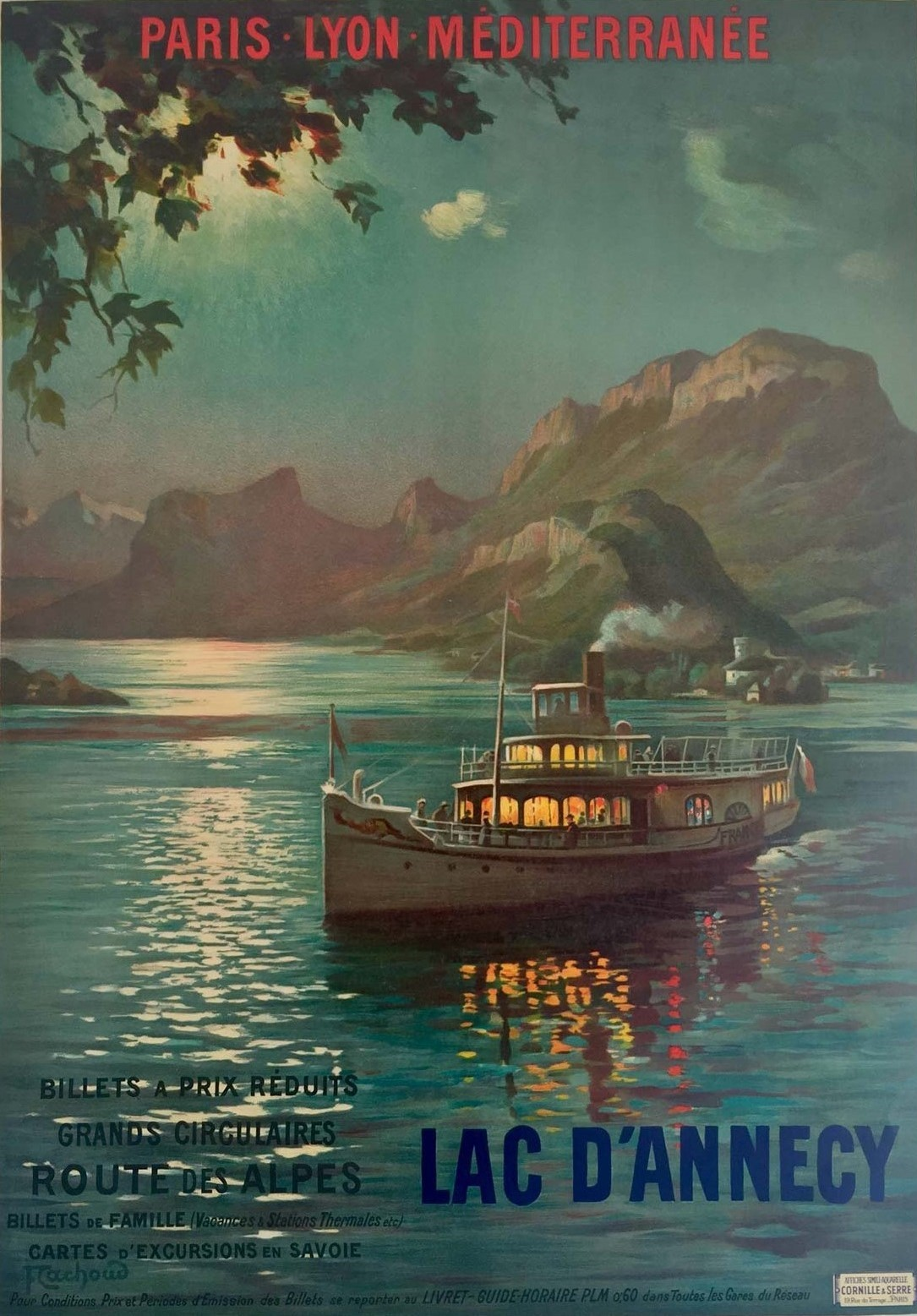
Bateau Le France sur le Lac d'Annecy le soir (François Cachoud)

En 1907, le vieil Allobroge de 1874 est vendu pour la ferraille.
En 1908, la commune de Doussard mène une bataille pour que son débarcadère porte le nom de « Bout du Lac » en remplacement de « Lathuile », estimé trop préjudiciable à l'image de la commune.
En 1908, les frères Louis et Fabien Gruffaz ouvrent le Palace à Menthon.
En 1909, le France, fabriqué par la société zurichoise Escher Wyss et le plus grand bateau de la CBLA (47,23 × 12 m, 40 tonnes, 350 ch, 700/800 passagers grâce à son triple pont, 23 km/h, coût 250 000 francs), fut le plus prestigieux et le dernier bateau à aubes du lac. Il fut livré par train en pièces détachés et construit sur le site de la Puya et mis à l'eau le 13 mai 1909. Le peintre et illustrateur François Cachoud, pour une de ses fameuses affiches, choisit le bateau naviguant le soir toutes lumières dehors. Cependant, les connaisseurs s'aperçurent vite qu'il avait un petit air penché dû à une erreur de fabrication.  Il navigua commercialement de mai 1909 à 1962. 
En 1910, le président de la république Armand Fallières venu assister aux fêtes du cinquantenaire du rattachement de la Savoie à la France, effectue une croisière sur le France. Cette même année est publié le guide pratique POL "Annecy, son lac, sa région".
En 1912, la CBVA a désormais un capital de 400 000 francs (soit 1 280 000 euros). D'autre part le palace l'Impérial d'Annecy et ses deux cents chambres de luxe est inauguré. Toujours en 1912, la barque à voiles latines la Comète (47 tonnes), est remplacée par la barque l'Espérance II à deux grandes voiles latines (16,20 m, 22 tonnes et 20 tonnes de charge) qui navigua jusqu'en 1930. 
En 1913, le vieux Couronne de Savoie est transformé en ponton lacustre ancré devant Menthon-Saint-Bernard. Pour le remplacer, la CBVA lance le Savoie, moyen bateau (30 × 5,25 m, 130 tonnes, puissance 100 ch avec propulsion par hélices, 200 passagers) qui navigua de 1913 à 1940. Il a été construit par les Ateliers Auguste Normand du Havre. 
De 1920 à 1925 est mise en œuvre une importante politique touristique, en grande partie basée sur le modèle suisse, qui va privilégier la mise en valeur des ressources naturelles (lac, rivières, gorges, grottes, panoramas),  historiques (châteaux), de santé (eaux thermales, bon air). Mais aussi la création d'hôtels et de palaces, de casinos, de café-concerts, salles de spectacles, kiosques à musique, terrasses et quais de promenades. Enfin une innovante offre de transports (bateaux, trains, funiculaires, aménagement de sentiers muletiers) facilite le déplacement des touristes.
Entre 1922 et 1937, paraît la Revue de villégiature, de tourisme & d'alpinisme, un mensuel qui donne, toute l'actualité du lac, d'Annecy et de la Vallée de Thônes. La région du lac a de nombreux atouts : ambiance agreste et montagnarde, bois et promenades ombragés, excursions, panoramas grandioses, bonne nourriture et hôtels accueillants, pratiques sportives, et attire de plus en plus de touristes. Sur le lac les amateurs pratiquent le canotage et la pêche. Les villages de Menthon et de Talloires prennent leur essor touristique.
En 1926, La CBVA enregistre 318 000 passagers ce qui est son record. 
En 1930, une grande gondole vénitienne appelée Gondole de l'Estudiantina d'Annecy fait des promenades sur le lac. À partir de 1930 commence à se dessiner une réelle attirance pour les bains d'où la nécessité de commencer l'aménagement de quelques plages et de plans d'eau, à la suite d'une délibération en 1928 du Syndicat d'initiative d'Annecy. Les palaces et beaux hôtels furent les premiers à aménager des plages privées pour leur clientèle, seules Menthon et Sevrier créèrent leur plage publique suivis par Annecy en 1935 avec un espace public du bain plutôt bien élaboré avec ponton, cabines, bain et plongeoir.
En 1936, un service régulier d'autocars est mis en place, sur la rive est du lac. En été le France assure 9 services quotidiens, entre 5 h et 21 h. Le tour du lac qui dure entre 2 h 40 min et 3 h (Bout-du-lac), peut desservir 12 escales et le bateau peut transporter non seulement des personnes mais aussi des colis et même des grands animaux.
Le  5 juillet 1936, le France accueille le dernier président de la Troisième République Albert Lebrun et se trouve en vedette dans les actualités filmées. Le banquier Léon Laydernier, président du Conseil d'administration de la CBVA l'accompagne.  
Durant la guerre et jusqu'en 1949, seuls trois bateaux sont en fonctionnement, le France, le Ville-d'Annecy et le Mont-Blanc. En 1942, l'armée allemande réquisitionne Le France pour en faire sa salle de spectacle. À la fin de la Seconde Guerre mondiale, le France sert de prison flottante aux miliciens, du 13 au 16 mars 1944 à la suite de l'arrestation d'une centaine de résistants dans la ville d'Annecy.
En 1948, la CBVA comptabilise un total de 208 000 passagers.

### Période 1950-1963
En 1950 est mis en service le Mont-Veyrier, un petit bateau (17,70 × 3,50 m, 22,5 tonnes, puissance 130 ch, 80 passagers).
En 1952, le vieux Mont-Blanc de 1887 est désarmé, il est remplacé en mai 1953 par le Fier, un moyen bateau (26 × 4,50 m, 45,5 tonnes, puissance 225 ch), qui navigua jusqu'en 1981. Le Fier est une vedette rapide à moteur Diesel qui donne un sérieux coup de vieux aux deux derniers bateaux à vapeur. Il peut faire le tour du lac en 1 h 15 min avec un seul arrêt, alors que le France est lent et brûle 1 tonne de charbon à chaque voyage. La CBVA envisage de lui adapter un moteur Diesel mais y renonce à cause du coût trop important. 
Le Ville-d’Annecy de 1900 est désarmé en septembre 1958. En septembre 1962, le directeur de la CBLA, Pierre Mollaret, annonce la fin de la navigation pour le France. Une vague de protestation, menée par Georges Condran, s'étend tout autour du lac contre cette décision. Une pétition reçoit les signatures de plus de 2 000 personnes mais le 6 mai 1963 le Conseil municipal d'Annecy approuve la décision de fin de l'exploitation. C'est la fin d'un siècle de bateaux à vapeur sur le lac d'Annecy.
En 1964, le France est vendu pour 2,8 millions de francs (soit 4,3 millions d'euros) à Jean Bruel, patron des Bateaux-mouches parisiens, il investit près de  3 millions de francs pour le sauver et obtient un nouveau certificat de navigabilité. Après un ultime tour du lac le 27 mai 1965 le bateau est définitivement ancré dans la baie d'Albigny. Il reçoit en villégiature des mondains comme Nicole de Buron (épouse de Jean Bruel) qui y écrira Les Saintes Chéries et des évènements festifs comme des mariages, des concerts ou même du café-théâtre en 1967.
En 1964 est lancé le Téléphérique, premier petit bateau à coque en alliage léger (9 × 2,80 m,  106 ch, 35 passagers), il navigua jusqu'en 1981.
Dans la nuit du 12 au 13 mars 1971 le vieux France coula "mystérieusement"  au large de l’Impérial Palace. En fait il semblerait que le bateau connaissait des infiltrations d'eau depuis longtemps : en février 1963, il s'était retrouvé dans le port d'Annecy avec 40 cm d'eau dans les cales et une gîte de 15°. Lors des  3 jours précédant sa disparition, il avait commencé à pencher et il avait été observé avec une gîte de 30°. Il semblerait qu'une grosse masse de glace flottante se soit formée dans la cale. Dès lors les rumeurs se sont déchaînées parlant de sabotage ou même de ballets roses,cependant en l'absence de victimes l'enquête a été rapidement bouclée. Son épave qui repose désormais à 42 mètres au fond du lac attire depuis les plongeurs passionnés.

### Période 1963-2019

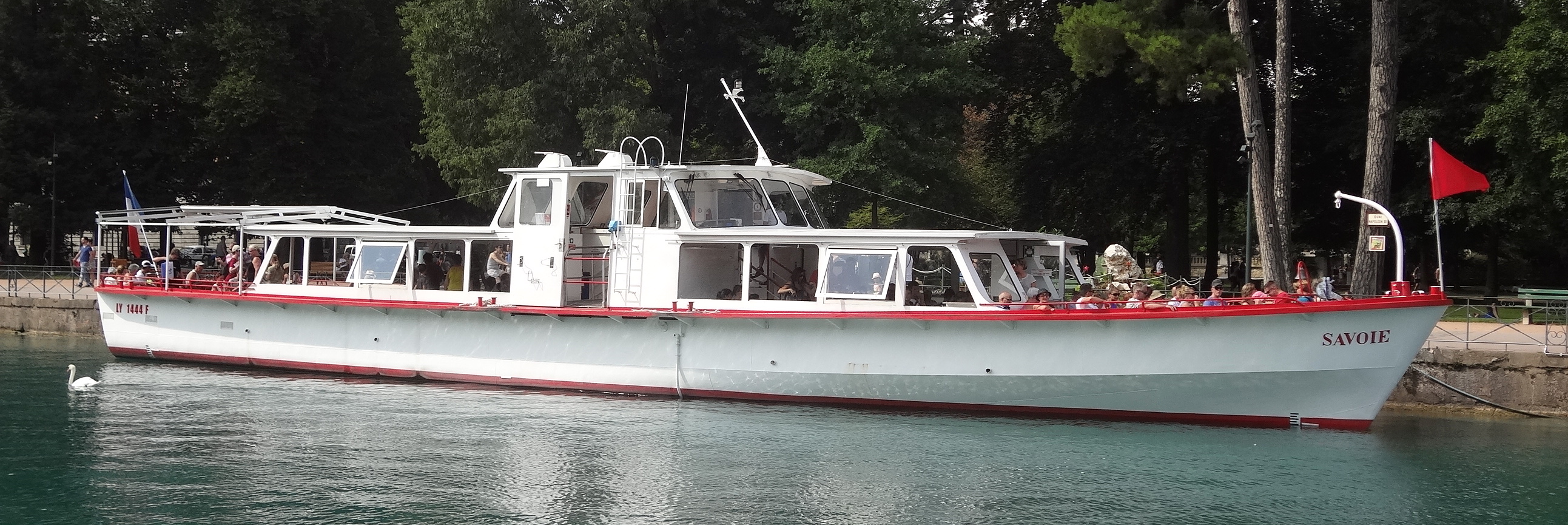
Le Savoie à Annecy, été 2017.

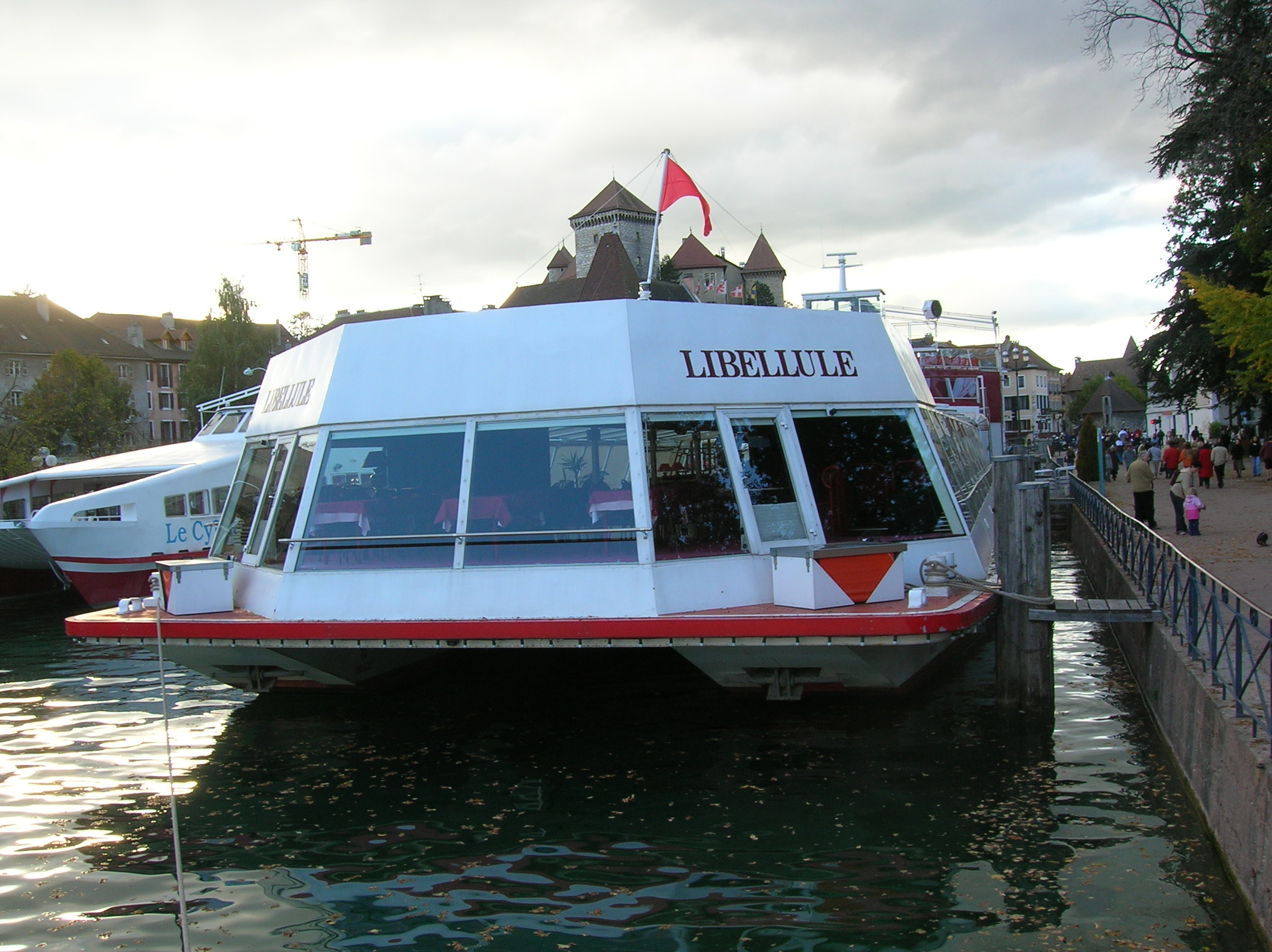
Le Libellule à Annecy, automne 2006.

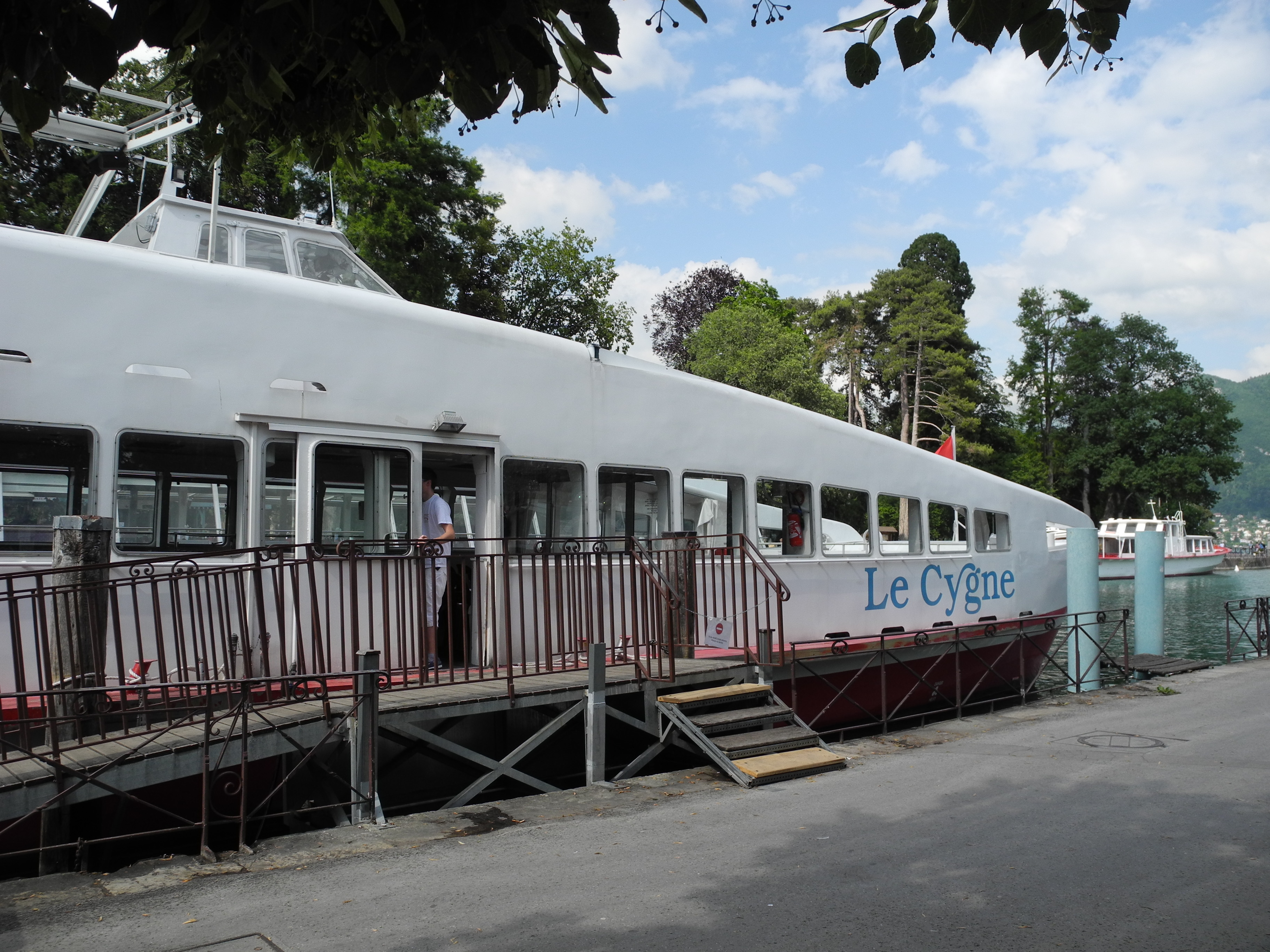
Le Cygne, juin 2012.

La Belle Étoile, moyen bateau à coque en acier (30 × 6,20 m,  30 tonnes,  360 ch, 200 passagers) a été mis en service le 8 mai 1963.
Le Savoie (second du nom), moyen bateau à coque en acier (30 × 6,20 m, 30 tonnes, 360 ch, 200 passagers) a été mis en service le 10 mai 1965.
Le Bel Indifférent, petit bateau (14 × 4,10 m, 105 ch, 80 passagers).
À partir des années 1980, le lac connaît une intensification du tourisme de masse. En 1984, il est comptabilisé 3 850 petites embarcations privées avec une multiplication des boucles de mouillage, de pontons et de corps morts au statut juridique "ambigu". De nouvelles plages sont aussi créées.
En 1981, fin de la navigation pour le Téléphérique.
Le Libellule, grand catamaran de croisières (60 × 12 m, 2 × 210 ch, 595 passagers) a été mis en service le 26 mai 1984. Il s'agit du plus important bateau mis en service sur le lac d'Annecy. Le but de son initiateur, André Paccard, et du président de la compagnie des bateaux, Philippe Thevenet, était de mettre en service un bateau réellement adapté au lac d'Annecy. Il a été construit aux "Ateliers et Chantiers Navals de Châlon-sur-Saône" puis assemblé en près d'un an par des entreprises locales. L'inauguration a eu lieu le 28 mai 1984 avec comme parrain, l'acteur Jean-Claude Brialy, et comme marraine, la comédienne Marie-José Nat qui s'y reprit par trois fois avant de casser la bouteille de champagne. Le réalisateur Claude Chabrol était aussi présent. Un disque événement avec une chanson sur le bateau et une autre sur le lac a été vendu en 50 000 exemplaires. En 2008, il a été rénové et modernisé pour 780 000 euros (2 × 240 ch, 630 passagers). L'aménagement du Libellule lui permet de proposer des croisières repas gastronomiques qui ont un grand succès.
Le Thiou, petit bateau à coque d'acier (18,15 × 4,10 m, 158 ch, 60 passagers) a été mis en service en 1985. 
À partir des années 1990, commence sur le lac et au-dessus un développement exponentiel des sports de glisse, avec la présence de nombreux champions.
Le Cygne, catamaran de croisières (30 × 7,50 m, 2 × 240 ch, 200 passagers) a été mis en service en 1992.
L’Allobroge (second du nom), moyen bateau à coque métallique (30 × 6,20 m, 30 tonnes, 300 ch, 200 passagers) a été mis en service en février 1996, auparavant il avait navigué entre 1965 et 1995 sur la Moselle au départ de Metz, sous le nom de Val de Metz.

### À partir de 2019

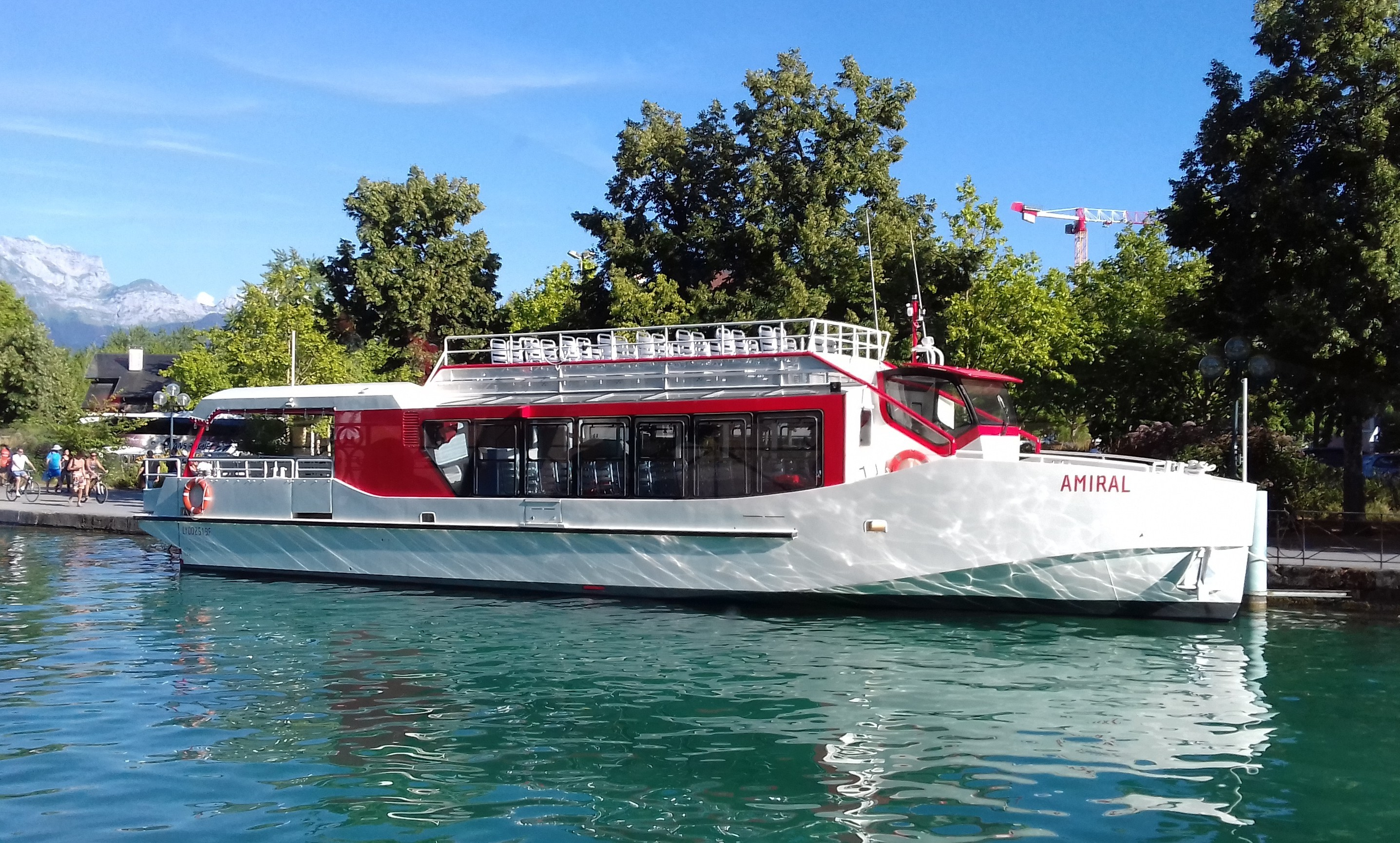
L’Amiral à Annecy, été 2020.

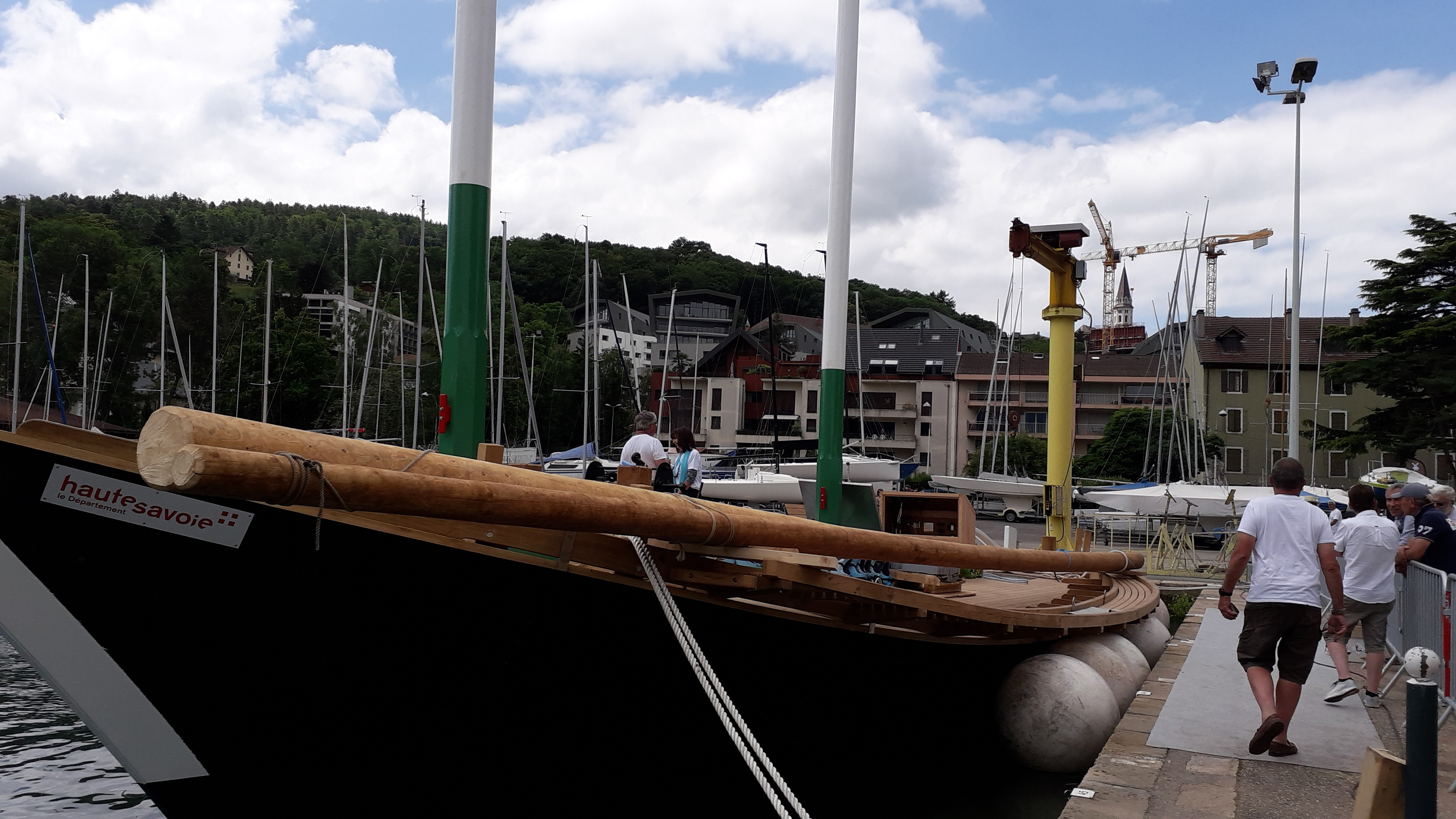
Barque Espérance III au port des Marquisats

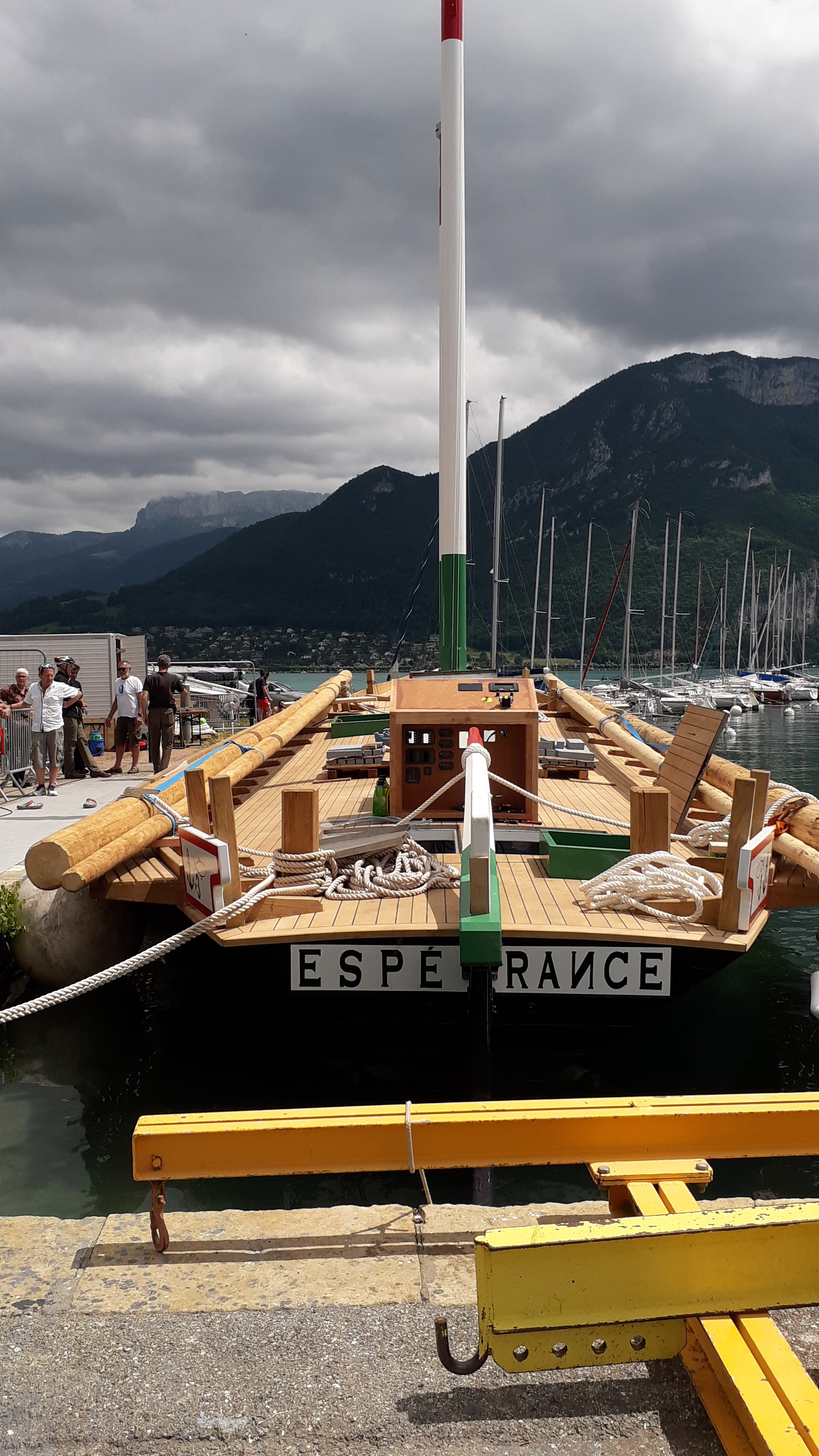
Barque Espérance III au port des Marquisats

Depuis 2019, un service de navettes lacustres dites Navibus, se développe pendant l'été. Cette offre est proposée par la société Water Taxi (Annecy, Veyrier-du-Lac, Menthon-Saint-Bernard, Sevrier, Saint-Jorioz) et la CBLA avec la Belle étoile, l'Allobroge et laSavoie (direct Annecy Doussard). Il existe aussi un direct Talloires Duingt. Il est possible d'embarquer son vélo pour 1€ supplémentaire.
Le 20 janvier 2020 est mis à l'eau le premier bateau écologique l'Amiral (21 × 5,40 m, 150 passagers), bateau hybride, connecté, catalysé, insonorisé, peint en base aqueuse. Son moteur électrique au lithium est associé à un moteur thermique fonctionnant au GTL marine, un carburant produit à partir de gaz naturel. Il est entré en service dès le printemps.
Le 23 juin 2021 est mis à l'eau au port des Marquisats le voilier Espérance III (18 m, 25 tonnes, 112 m2 de voilure, 12 à 35 passagers), un petit brick à voiles latines, réplique exacte de Espérance II, construit en un peu plus de deux ans dans un local des Forges de Cran-Gevrier par l'association Espérance III. Il s'agit d'un projet à vocation patrimoniale, environnementale et pédagogique, d'un coût de 1,6 million  euros. La finition de son aménagement a été réalisée sur la cale sèche de Sevrier.
Le 16 octobre 2021, le 50e anniversaire du naufrage du France a été fêté par les plongeurs du lac d'Annecy. 50 plongeurs se sont rendus en même temps sur l'épave pour y faire de nombreuses photos. 50 descentes en apnées ont aussi été tentées et d'autres animations ont eu lieu à Bonlieu. L'épave est visitée chaque année par 7 000 plongeurs.
De novembre 2022 à 2024 est réalisée sur la cale sèche de Sevrier une très importante rénovation du Libellule comprenant le réseau électrique, les peintures, la climatisation, les doubles vitrages et la motorisation pour un investissement de 7 millions d'euros. Les deux moteurs thermiques sont remplacés par deux moteurs électriques, ce qui fera passer les rejets de CO2 de 2 500 à 50 tonnes annuellement tout en passant de 340 à 450 voyages.
En 2024, l'Amiral est transféré à Thonon-les-Bains pour naviguer sur le Léman.

### Sources
- J.-C. Vernex, « Evolution des pratiques de loisirs et espace littoral lacustre; une étude de cas : le lac d'Annecy (France) », Le Globe. Revue genevoise de géographie, no 129,‎ 1989, p. 37-47 (lire en ligne)
- Gilbert Jond, Michel Germain, Annecy et son lac autrefois, Montmélian, La Fontaine de Siloé, 2000, 256 p. (ISBN 2-84206-140-3)